# Вулкан (планета)
Вулка́н — гіпотетична мала планета, що нібито рухається орбітою між Меркурієм і Сонцем. У середині XIX століття були проведені нові точні спостереження Меркурія, і виявилося, що деякі властивості орбіти цієї планети неможливо було пояснити за допомогою класичної небесної механіки. Французький математик Урбен Жан Жозеф Левер'є припустив, що це результат гравітації іншої планети, названої ним Вулканом. Попри багаторічний пошук, виявити цю планету так і не вдалося; було опубліковано кілька повідомлень про спостереження Вулкана, але ці спостереження як правило не узгоджувалися жоден з одним, ні з розрахунками Левер'є, а іншим астрономам не вдавалося їх підтвердити. На початку XX століття поведінку Меркурія було успішно пояснено загальною теорією відносності Ейнштейна без введення додаткових небесних тіл.

## Історія
Історія Вулкана починається з того моменту, коли було виявлене, що рух перигелій Меркурія неможливо було пояснити ньютонівською теорією тяжіння. Застосовуючи цю теорію для всіх інших планет, у тому числі для Землі і Місяця, астрономи і математики знаходили прийнятний (на рівні похибок вимірювальних приладів) збіг теорії руху з даними спостережень. Для Меркурія чомусь цей метод не працював. Тоді й виникла ідея про існування якоїсь планети, орбіта якої знаходиться всередині орбіти Меркурія. Своїм гравітаційним полем ця планета і повинна була викликати збурення в русі Меркурія. Можливо гіпотези про можливість існування ще однієї планети були і раніше, але до цього моменту не було жодних доказів про можливість існування такої планети.
У пошуках прямих доказів астрономи розпочали спостереження з метою виявити планету. Імовірно її неможливо було помітити звичайним способом, тому що вона надто близька до Сонця. Єдиний спосіб помітити її — побачити проходження диском Сонця. Німецький астроном Вольф з Цюриха виявив дві групи плям, схожих на планети. Можливі періоди обертання планет становили 26 або 38 діб.
У 1859 році Левер'є отримав лист від одного астронома-любителя Лескарбо, який повідомляв, що бачив круглу темну пляму, що рухалися диском Сонця 26 березня 1859. Спостерігаючи це явище впродовж чотирьох з половиною годин Лескарбо зафіксував основні параметри руху. На підставі його спостережень Левер'є вирахував інші параметри, а також масу планети. Період обертання 19 діб і 7 годин, середня відстань від Сонця 0,1427 астрономічної одиниці, а маса 1/12 маси Меркурія. Цього було мало для пояснення збурення руху Меркурія. Левер'є назвав нову планету Вулкан — на честь давньоримського бога вогню Вулкана. 1860 року відбулося повне сонячне затемнення і Леверьє мобілізував усіх астрономів Франції і кілька астрономів з інших країн для пошуку Вулкана. Ніхто нічого не виявив. До смерті Левер'є в 1877 році було отримано ще одне підтвердження існування Вулкана. 4 квітня 1875 німецький астроном Г. Вебер (H. Weber) повідомив, що бачив круглу пляму на сонячному диску. Виходячи з параметрів орбіти, обчислених Левер'є проходження мало відбутися 3 квітня. Вольф зауважив, що період планети в 38 діб також підпадає під ці спостереження.
Останнє спостереження Вулкана відбулося під час повного сонячного затемнення 29 липня 1878. Відразу два американських астрономи заявили що бачили Вулкан. Дж. К. Вотсон, професор астрономії Мічиганського університету, заявив, що бачив навіть дві планети усередині орбіти Меркурія. Л. Свіфт, знаний як відкривач комети Свіфта-Таттла, сказав, що бачив Вулкан, проте в положенні відмінному від вказаного Вотсоном для своїх планет.
Після того, як в 1916 році була опублікована спеціальна теорія відносності Альберта Ейнштейна і збурення в русі Меркурія знайшли витонченіше пояснення, потреба в існуванні Вулкана відпала. Однак ще довгий час письменники-фантасти продовжували використовувати у своїх романах таємничу планету Вулкан.

## Планета в кіно
- У 1960-х роках Вулканом була названа рідна планета Спока, персонажа науково-фантастичного телесеріалу «Зоряний шлях».
- Вулкан — планета в одній з серій фантастичного серіалу «Доктор Хто»